# Азизов, Васадат Али оглы
Васадат Али оглы Азизов (азерб. Vəsadət Əli oğlu Əzizov; род. 22 декабря 1955 года, Масаллинский район, Азербайджанская ССР) — азербайджанский государственный и политический деятель. Депутат Милли меджлиса Азербайджана II созыва. Заслуженный врач Азербайджана, доктор медицинских наук, профессор-кардиолог.

## Биография
Родился 22 декабря 1955 года в селе Кизилавар  Масаллинского района. 
В 1978 году окончил Азербайджанский медицинскийо институт, лечебно-профилактический факультет.
С 1978 по 1979 год прошёл курс интернатуры на базе Бакинской городской клинической больницы №1, и был направлен на работу в Нахичеванскую Автономную Республику.
Стал работать в Нахичеванской Республиканской больнице сначала заведующим приемным отделением, затем врачом-ординатором отделений терапии и кардиологии.
В 1983 году поступил в аспирантуру Азербайджанского медицинского университета по специальности «Внутренние болезни». В 1985 году защитил кандидатскую, в 1993 году докторскую диссертации во Всесоюзном кардиологическом научном центре (Москва).
С 1994 по 1998 годы работал директором Научно-исследовательского института кардиологии им. Абдуллаева. В 1999 году избран на должность заведующего II кафедры внутренних болезней Азербайджанского медицинского университета. Возглавляет данную кафедру по настоящее время.
Является автором около 650 опубликованных научных работ, в том числе 36 учебников, учебных пособий, монографий, 5 методических рекомендаций, 38 методических разработок, 3 авторских свидетельств и 1 изобретения. Его научные работы опубликованы во многих странах мира в международных журналах. 
Под руководством профессора Васадета Азизова защищено 28 кандидатских и 6 докторских диссертаций. Является членом нескольких международных научных обществ, в том числе Европейского общества кардиологов, Евразийского общества кардиологов и азербайджанского общества кардиологов.
Долгие годы являлся заместителем главного редактора журнала «Консилиум», а также был представлен в редакционной коллегии журнала «Кардиология», издаваемого в Турции. В настоящее время является членом редакционных советов журналов «Евразийский кардиологический журнал» (Москва), «Центральноазиатский медицинский журнал» (Бишкек), «Кардиология» (Москва), «Кардиологический вестник» (Москва), «Визуализация в клинике» (Москва), «Азербайджанский журнал кардиологии» (Баку), «Азербайджанский журнал сердечной и сосудистой хирургии» (Баку), «Здоровье» (Баку). 
Является членом Ученого совета Азербайджанского медицинского университета и I лечебно-профилактического факультета и диссертационного совета при Азербайджанском медицинском университете.
В 2000 году был избран депутатом Милли Меджлиса Азербайджанской Республики II созыва. 
За заслуги в разработке модельных законов в области медицины награждён Почетной грамотой Межпарламентской ассамблеи стран СНГ.
20 сентября 2010 года присвоено звание заслуженного врача Азербайджана.